# Östergötlands runinskrifter 91
Runinskrift Ög 91 är en runsten av grå granit som står i ett hörn intill Järstads kyrka i Mjölby kommun. 
Stenen restes på sin nuvarande plats 1895 efter att innan dess ha varit inmurad i vinkeln mellan vapenhusets östra och långhusets södra vägg. Runstenen är 178 cm hög och 40 cm tjock. Ornamentiken är enkel och själva runslingan består av endast sju ord som löper i ett band kring en korsfigur och runornas höjd varierar mellan 14 och 18 cm.
Runorna, som är skadade på vissa ställen, tolkas enligt följande:

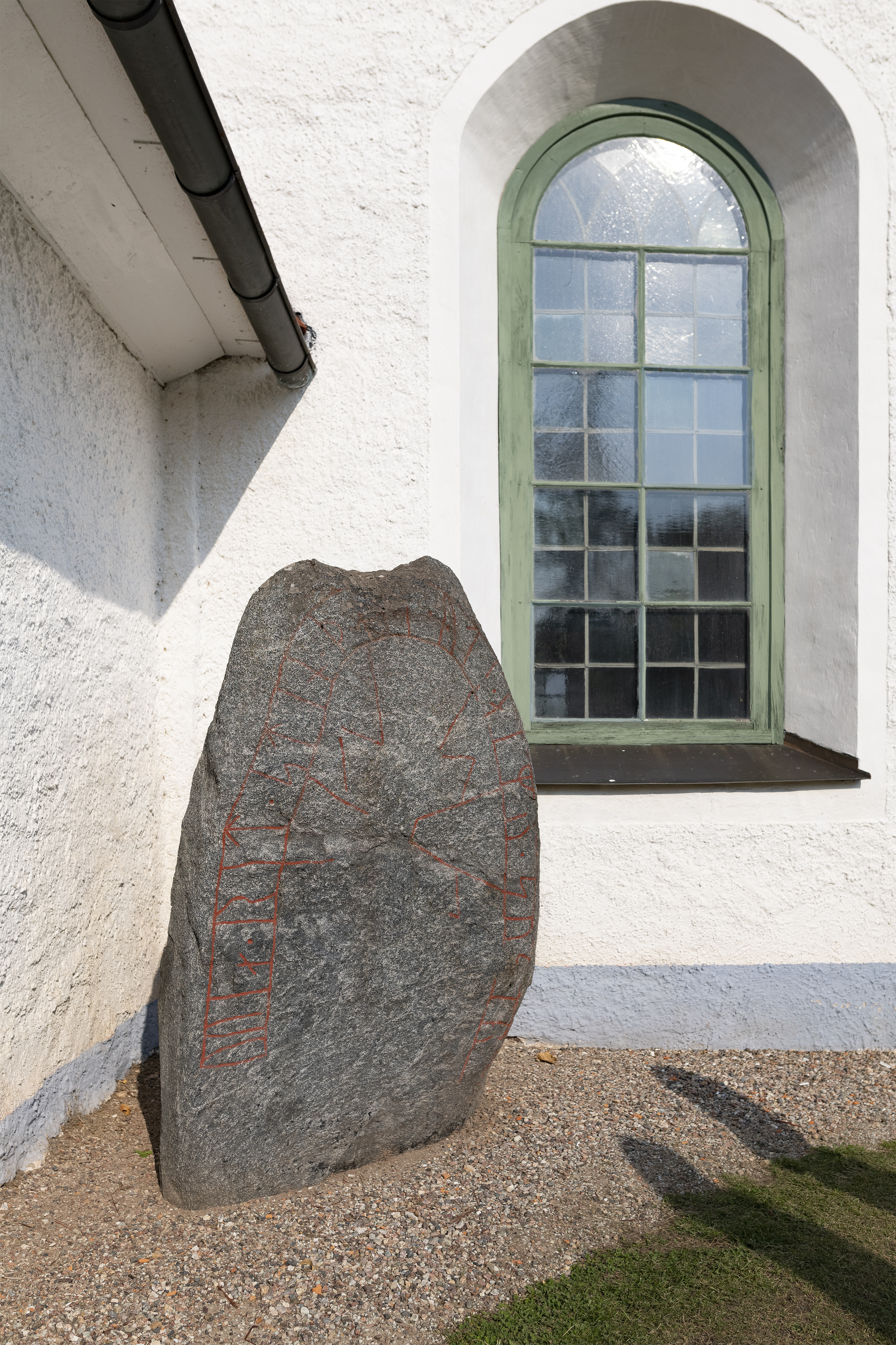
Runsten vid Järstad kyrka Ög 01

## Inskriften
Translitterering av runraden:
yuia · rit · stin · þa-- · yti · a-mu · sustr
Normalisering till runsvenska:
Orøkia(?)/Øyia(?) ræisti stæin þa[nnsi] æftiʀ Ammu(?), systur.
Översättning till nusvenska:
Orökja (?) reste denna sten efter systern Amma.

Enligt Erik Brate har ristaren använt sig av ett förkortat skrivsätt för namnet yuia, på samma sätt som denne även gjort för ordet rit, ræisti, vilket gör namnet svårtolkat. Han ger ändå namnförslaget "Orökja". a-mu tolkar han som ackusativformen av det fornsvenska kvinnonamnet Amma. Denna tolkning är dock baserad på hans translitteration av namnet, aamu, där han antager att det ena a:et är en rättelse av det andra.

## Källhänvisningar
1. ↑  Fornminnesregistret: 2:1
2. ↑  Samnordisk runtextdatabas, Rundata 2.5 för Windows, http://www.nordiska.uu.se/forskn/samnord.htm
3. 1 2  Brate, Erik (1911-18). Sveriges Runinskrifter. Band 2: Östergötlands runinskrifter. Stockholm: Vitterhetsakademien. sid. 90f.
4. ↑  Riksantikvarieämbetet, 2:1
5. 1 2  Samnordisk runtextdatabas, Ög 91 $, 2014
6. ↑  Erik Brate, red (1911-1918). Sveriges runinskrifter. Bd 2, Östergötlands runinskrifter. Stockholm: KVHAA. http://www.raa.se/runinskrifter/sri_ostergotland_b02_h01_text.pdf
7. ↑  Brate (1911-18), sid. XXXII